# Formule de Moivre
Pour les articles homonymes, voir Moivre.

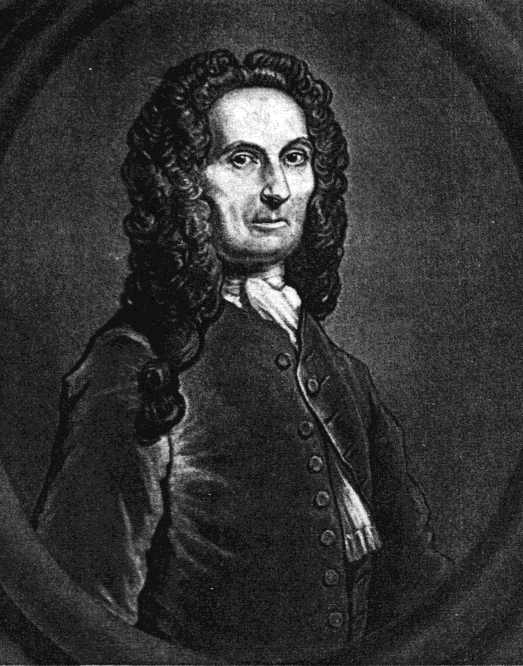
Abraham de Moivre a donné son nom à la formule.

La formule de Moivre affirme que, pour tout nombre réel x et pour tout entier relatif n :
{\displaystyle \left(\cos x+\mathrm {i} \sin x\right)^{n}=\cos(nx)+\mathrm {i} \sin(nx)\quad (1)}
Le nombre i désigne l'unité imaginaire, c'est-à-dire le choix d'une racine carrée de –1. Elle porte le nom du mathématicien français Abraham de Moivre, qui a utilisé une formule relativement proche dans ses écrits.
Cette formule met en relation les nombres complexes et les fonctions trigonométriques cosinus et sinus. Parfois la formule est réécrite en remplaçant « cos (x) + i sin (x) » par « exp(ix) ».
C'est la formule d'Euler. En élevant les deux membres de cette formule à la puissance n, on démontre directement la formule de Moivre. C'est donc une démonstration qui est beaucoup plus simple que la démonstration par récurrence donnée ci-dessous.

## Interprétation géométrique

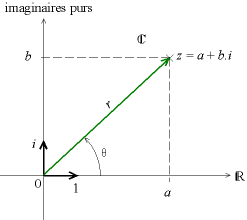
Représentation graphique de z dans le plan complexe, coordonnées cartésiennes et polaires.

Pour x réel, l'égalité « cos2x + sin2x = 1 » entraîne que le nombre complexe z = cos x + i sin x a pour module 1. Dans le plan d'Argand, les nombres complexes de module 1 forment le cercle C de centre O et de rayon 1 (le cercle unité). En particulier, le point M d'affixe z appartient à C. Si I est le point d'affixe 1, l'angle (OI, OM) mesure x radians. La formule de Moivre affirme que zn est l'affixe du point N de C tel que l'angle orienté (OI, ON) mesure nx radians.
La formule de Moivre s'appuie sur un résultat plus général concernant l'interprétation géométrique du produit de nombres complexes : si z et w sont deux nombres complexes de module 1, on place les points M et N d'affixes respectives z et w, et on obtient zw comme l'affixe du point P de C tel que (OI, OP) = (OI, OM) + (OI, ON). On dispose alors de la formule générale :
{\displaystyle \left(\cos x+\mathrm {i} \sin x\right)\left(\cos y+\mathrm {i} \sin y\right)=\cos(x+y)+\mathrm {i} \sin(x+y)\quad (2)}
qui (en développant le membre de gauche) équivaut aux formules d'addition pour le cosinus et le sinus.

## Historique

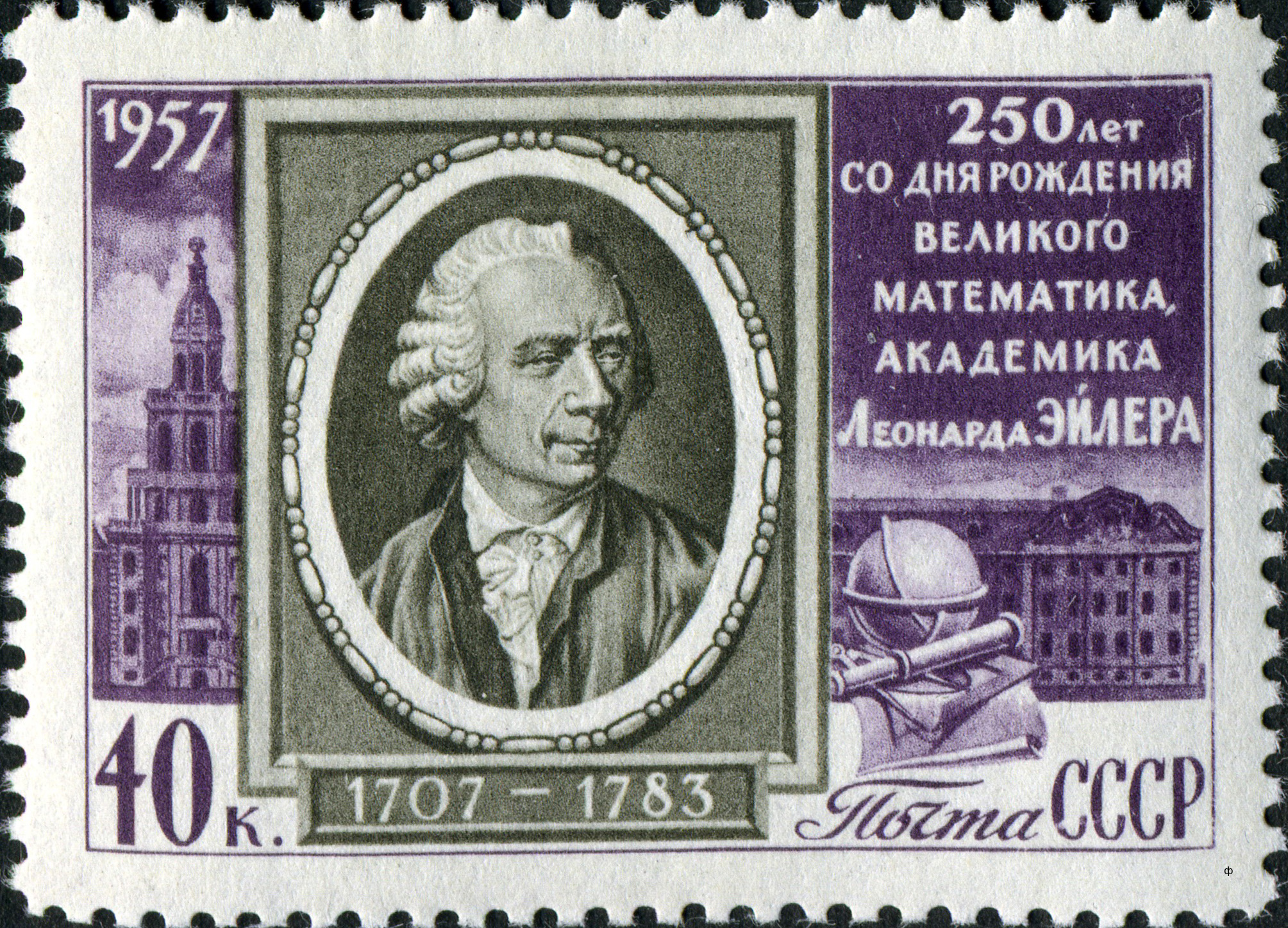
Timbre à l'effigie d'Euler.

La forme courante de la formule apparaît dans l'Introduction à l'analyse infinitésimale d'Euler qui la démontre, pour tout entier naturel n, en 1748. Mais elle apparait de manière implicite chez Abraham de Moivre à plusieurs reprises à partir de 1707, dans ses travaux sur les racines n-ièmes de nombres complexes. Les deux problèmes sont effectivement liés : écrire que (cos x + i sin x)n = cos(nx) + i sin(nx) est équivalent à dire que cos x  + i sin x est une des racines n-ièmes du complexe cos(nx) + i sin(nx).

## Démonstration
On démontre (1) dans un premier temps pour n ≥ 0 par récurrence sur n.
- Pour n = 0, la formule est vraie puisque cos(0x) + i sin(0x) = 1 + i×0 = 1 et par convention, z0 = 1.
- Soit un entier k ≥ 0. Supposons la formule vraie pour k. Alors,

{\displaystyle \left(\cos x+\mathrm {i} \sin x\right)^{k}=\cos(kx)+\mathrm {i} \sin(kx)}
Ce qui donne :
{\displaystyle {\begin{alignedat}{2}\left(\cos x+\mathrm {i} \sin x\right)^{k+1}&=\left(\cos x+\mathrm {i} \sin x\right)^{k}\left(\cos x+\mathrm {i} \sin x\right)\\&=\left[\cos \left(kx\right)+\mathrm {i} \sin \left(kx\right)\right]\left(\cos x+\mathrm {i} \sin x\right)\end{alignedat}}}
Par la formule (2), il vient :
{\displaystyle \left(\cos x+\mathrm {i} \sin x\right)^{k+1}=\cos((k+1)x)+\mathrm {i} \sin((k+1)x)}
Nous en déduisons que la formule est vraie au rang k + 1.
D'après le principe de récurrence, il s'ensuit que la formule est vraie pour tous les entiers naturels.
Lorsque n < 0, nous considérons l'entier m > 0 tel que n = – m. Ainsi
{\displaystyle {\begin{alignedat}{2}\left(\cos x+i\sin x\right)^{n}&=\left(\cos x+\mathrm {i} \sin x\right)^{-m}\\&={\frac {1}{\left(\cos x+\mathrm {i} \sin x\right)^{m}}}\\&={\frac {1}{\cos mx+\mathrm {i} \sin mx}}\\&=\cos \left(mx\right)-\mathrm {i} \sin \left(mx\right)\\&=\cos \left(-mx\right)+\mathrm {i} \sin \left(-mx\right)\\&=\cos \left(nx\right)+\mathrm {i} \sin \left(nx\right).\end{alignedat}}}
Ainsi le théorème est vrai pour tous les entiers relatifs n, c.q.f.d..

## Utilisations de la formule de Moivre
Cette formule est utilisée pour rechercher les puissances nièmes de nombres complexes sous forme trigonométrique :
{\displaystyle z^{n}=r^{n}(\cos(nx)+\mathrm {i} \sin(nx)\,)}
ainsi que pour obtenir les formes de cos(nx) et sin(nx) en fonction de sin(x) et cos(x).
Par exemple, pour avoir cos(2x) et sin(2x), on égale :
{\displaystyle (\cos(x)+\mathrm {i} \sin(x))^{2}=\cos(2x)+\mathrm {i} \sin(2x)\ }
On a :
{\displaystyle \cos ^{2}(x)+2\cos(x)\sin(x)\mathrm {i} -\sin ^{2}(x)\,}{\displaystyle =\cos(2x)+\mathrm {i} \sin(2x)\,}
On identifie les parties réelles et imaginaires, pour obtenir les deux égalités suivantes :
{\displaystyle \cos(2x)=\cos ^{2}(x)-\sin ^{2}(x)\,}
{\displaystyle \sin(2x)=2\cos(x)\sin(x)\,}
On dispose ainsi des formules trigonométriques de duplication.

### Polynômes de Tchebychev
La formule de Moivre donne :
{\displaystyle \cos(nx)+\mathrm {i} \sin(nx)={\left(\cos x+\mathrm {i} \sin x\right)}^{n}=\sum _{p=0}^{n}{n \choose p}\cos ^{n-p}(x)\mathrm {i} ^{p}\sin ^{p}(x)}

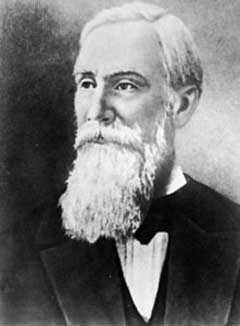
Pafnouti Tchebychev.

En prenant la partie réelle et en posant p = 2k, il vient :
{\displaystyle \cos(nx)=T_{n}(\cos x)}
où Tn est un polynôme de degré n, appelé polynôme de Tchebychev.
{\displaystyle T_{n}(X)=\sum _{0\leq 2k\leq n}{n \choose 2k}(-1)^{k}X^{n-2k}(1-X^{2})^{k}}